# Люцерн
Вижте пояснителната страница за други значения на Люцерн.
Люцѐрн (на немски: Luzern; на италиански: Lucerna, Лучѐрна, на френски: Lucerne, Люсѐрн) е град в Централна Швейцария, столица на кантона Люцерн.
Разположен е на северозападния бряг на Фирвалдщетското езеро. Населението му е 76 156 души (2009).

## Личности
Починали
- Огюст Бернарт (1829 – 1919), белгийски политик
- Карл Шпителер (1845 – 1924), поет

## Побратимявания
- Борнмът, Великобритания (1981)
- Гебвилер (Guebwiller), Франция (1978)
- Оломоуц, Чехия (1994)
- Потсдам, Германия (2002)
- Цешин (Cieszyn), Полша (1994)
- Чикаго, САЩ (1998)